# Manfred Depenbrock
Manfred Depenbrock (* 11. Januar 1929 in Bielefeld; † 30. Januar 2019 in Bochum) war ein deutscher Elektroingenieur. Er gilt als Erfinder verschiedener Verfahren der Stromrichter- und Antriebstechnik für Drehstrommaschinen. Ferner begründete er die Darstellung der Blindleistungsdefinitionen in elektrischen Mehrleitersystemen.

## Leben

### Privatleben
Depenbrock wurde als ältester Sohn von August und Maria Depenbrock in Bielefeld geboren und wuchs mit seinen zwei jüngeren Geschwistern Helga und Klaus in Brackwede auf.
Nach dem Abitur studierte er an der Technischen Hochschule in Hannover Elektrotechnik, wo er 1954 seine Frau Elly kennenlernte, die er nach dem Diplom 1955 heiratete. Das Paar bekam zwei Kinder, Antje und Katrin. Sein besonderer Stolz waren vier Enkel und ein Urenkel. 2015 verstarb seine Frau Elly.

### Berufsleben
Depenbrock trat 1954 als Entwicklungsingenieur in die Gleichrichterabteilung der Brown, Boveri & Cie. (BBC) in Mannheim ein. 1962 wurde er extern in Hannover bei Prof. Brückner promoviert („Untersuchungen über die Spannungs- und Leistungsverhältnisse bei Umrichtern ohne Energiespeicher“). Er gestaltete bei BBC u. a. den Übergang vom Quecksilberdampfgleichrichter zum Halbleiterstromrichter mit und stieg zum Leiter des Zentralbereichs Elektronikentwicklung auf. 1968 folgte er einem Ruf zur neu gegründeten Ruhr-Universität Bochum (RUB) und war der Gründungsprofessor des Lehrstuhls für Erzeugung und Anwendung elektrischer Energie (EAEE), den er bis zu seiner Emeritierung 1994 leitete. 1982 wurde er als ordentliches Mitglied in die Nordrhein-Westfälische Akademie der Wissenschaften und der Künste berufen.
Aus seiner Befassung mit der Theorie der Blindleistung folgte die erste Erfindung, die die Leistungselektronik der Schienentriebfahrzeuge beeinflusst hat: Der nach seiner Schaltungskonfiguration „Vierquadrantsteller“ benannte „Einphasenstromrichter mit sinusförmigem Netzstrom und gut geglätteten Gleichgrößen“ gilt als „enabler“ der durch spannungseinprägende Umrichter gekennzeichneten Drehstromantriebstechnik, wie etwa im ICE eingesetzt wird. Der Vierquadrantsteller schuf die Möglichkeit, Leistungen von über 6 MW eines Triebfahrzeugs aus dem niederfrequenten Bahnnetz mit tolerabler Netzrückwirkung entnehmen zu können, und ist heute weltweit bei Wechselstrombahnen üblich.
1984 folgte die zweite Erfindung von Depenbrock für die Bahnantriebstechnik. Die direkte Selbstregelung (DSR) von wechselrichtergespeisten Asynchronmotoren leitet die Schaltbefehle für die Thyristoren des Wechselrichters direkt aus den Werten für Statorfluss und Drehmoment ab, unter Verzicht auf eine unterlagerte Stromregelung. Da diese Werte nicht unmittelbar gemessen werden können, müssen sie in einem mathematischen nichtlinearen Modell in der Regelung nachgebildet werden. Depenbrock war einer der ersten, der dafür digitale Signalprozessoren in der Antriebstechnik einsetzte. Die DSR vereint hohe Robustheit mit hoher Dynamik, bei dem niedrigsten Anspruch an die immer begrenzte Schaltfrequenz von Hochleistungs-Wechselrichtern. Sie wurde in der Folge auch für Hochleistungs-Wechselrichter in Dreipunktschaltung weiterentwickelt und u. a. bei den schweizerischen Lokomotiven Re 460 eingesetzt.
Als sich Ende der 1980er Jahre eine Steigerung der möglichen Schaltfrequenz durch neue Bauelemente abzeichnete, entwickelte Depenbrock aus dem Grundgedanken der DSR, der Orientierung am Statorfluss, die indirekte Statorgrößen-Regelung oder ISR. Sie nutzt die damals neuen Möglichkeiten, um die Vorteile der Statorflussorientierung mit den Vorteilen der Pulsmodulation zu verbinden. Diese ist wegen ihrer definierten Stromspektren leichter in der Lage als die Zweipunktregelung der ursprünglichen DSR, die extrem hohen Anforderungen an die Stromoberschwingungswerte von Triebfahrzeugen am Fahrdraht zu erfüllen, die die Gleissicherungstechnik der Bahnen stellt.
Da DSR wie ISR ein sogenanntes vollständiges Maschinenmodell voraussetzen, konnten sie auch als Basis für die Entwicklung einer betriebstauglichen drehzahlsensorlosen Regelung für Bahnmotoren ab 1992 dienen. Präzise Drehzahlgeber, wie man sie für die hochwertige Regelung braucht, setzen die ansonsten hohe Robustheit der Drehstromtraktionsantriebe herab. Die drehzahlsensorlose Regelung arbeitet ohne hochfrequente Testsignale und ist damit besonders gut für Hochleistungs-Traktionsantriebe geeignet. Sie wird heute in zahlreichen elektrischen Triebzügen eingesetzt.
Daneben hat Depenbrock die Blindleistungstheorie nach seiner Emeritierung zur „Fryze-Buchholz-Depenbrock-Methode“ erweitert. Sie beschreibt die mathematische Zerlegung der Spannungen und Ströme beliebiger Mehrleitersysteme in orthogonale Komponentensysteme. Sie fand Eingang in die DIN-Norm 40110 Teil 2 wie in den IEEE Standard 1459.
Depenbrock hatte 57 Patenterteilungen sowie 33 betreute Dissertationen. Er war unter anderem als Leiter des ETG-Fachausschusses „Elektronik in der Energietechnik“, als Berater der wissenschaftlichen Zeitschrift etz-A bzw. ETEP des Vereins Deutscher Ingenieure, im Normenkommittee der Deutschen Kommission Elektrotechnik Elektronik Informationstechnik und nicht zuletzt in der Deutschen Forschungsgemeinschaft als Gutachter tätig.

## Ehrungen und Auszeichnungen
- VDI-Ehrenring 1969
- Heinrich-Hertz-Preis der Universität Karlsruhe 1987
- Ernst-Blickle-Preis der SEW-Eurodrive-Stiftung 1991
- VDE-Ehrenring 1998
- Fellow des IEEE 1998